# Puerto Nariño
Pour les articles homonymes, voir Nariño (homonymie).
Puerto Nariño est une municipalité du département d'Amazonas, en Colombie.

## Démographie
Selon les données récoltées par le DANE lors du recensement de la population colombienne en 2005, Puerto Nariño compte une population de 6 816 habitants.

## Liste des maires
- 2008 - 2011 : Nelso Ruiz Ahue
- 2012 - 2015 : Alirio de Jesús Vásquez
- 2016 - 2019 : Jose Alberto Lozada Pinedo
- 2020 - 2023 : Alirio de Jesús Vásquez[2]